# Віко-Екуенсе
Віко-Екуенсе (італ. Vico Equense) — муніципалітет в Італії, у регіоні Кампанія,  метрополійне місто Неаполь.
Віко-Екуенсе розташоване на відстані близько 220 км на південний схід від Рима, 25 км на південний схід від Неаполя.
Населення — 21 019 осіб (2014).

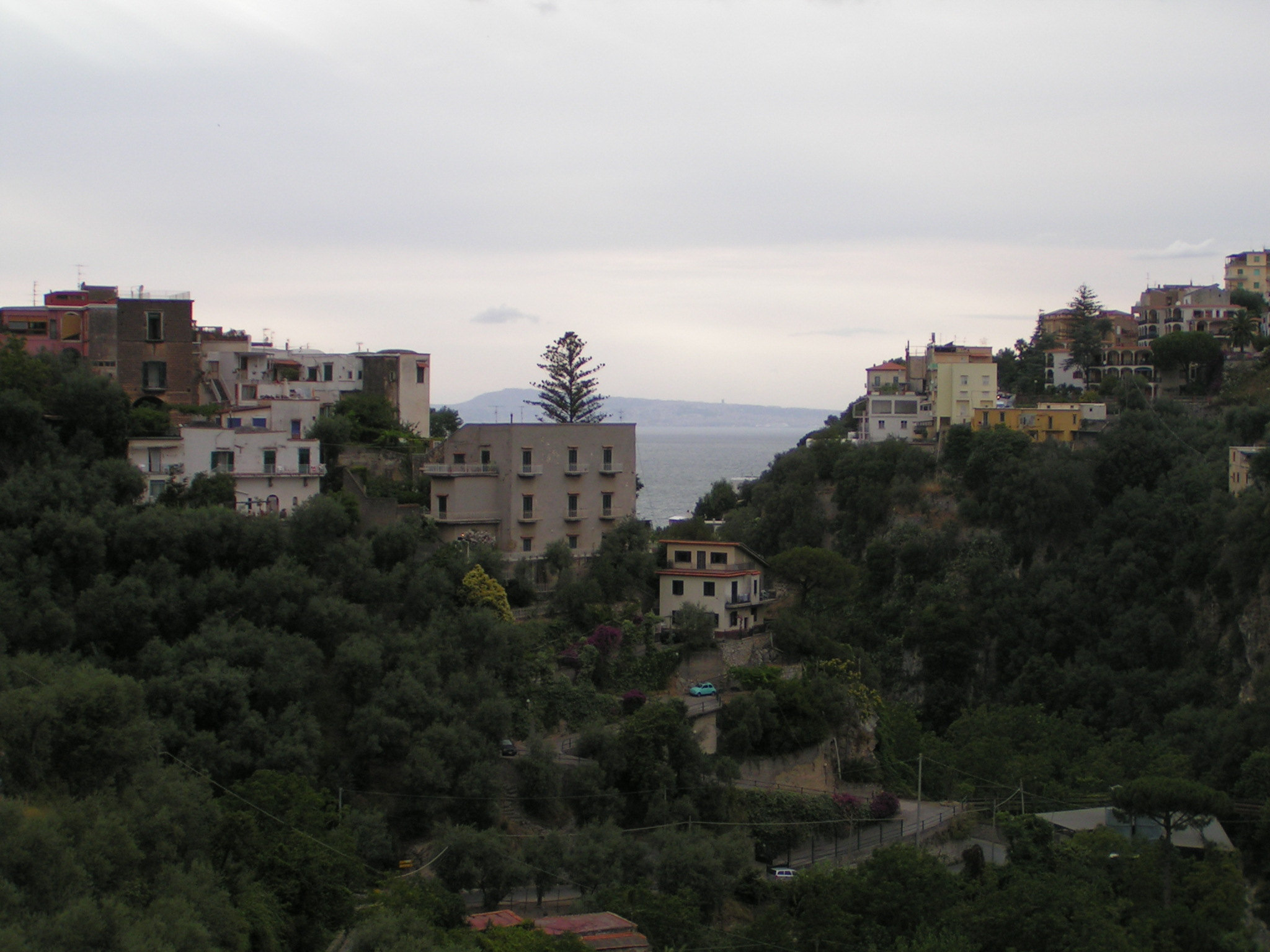

Щорічний фестиваль відбувається 31 січня. Покровитель — Ss. Ciro e Giovanni.

## Демографія
Населення за роками:

Станом на 1 січня 2023 року в муніципалітеті офіційно проживало 335 іноземців з 52 країн, серед них 74 громадяни країн Євросоюзу та 107 громадян України.

## Сусідні муніципалітети
- Кастелламмаре-ді-Стабія
- Мета
- П'яно-ді-Сорренто
- Пімонте
- Позітано